# ديفيد زابريسكي
ديفيد زابريسكي (بالإنجليزية: David Zabriskie)‏ مواليد 12 يناير 1979 في سالت ليك، يوتا، الولايات المتحدة، هو دراج أمريكي سابق في صنف سباق الدراجات على الطريق. سبق أن شارك في دورة الألعاب الأولمبية الصيفية.

## سجل النتائج

### سباقات أو مراحل فاز بها
| التاريخ        | السباق                                     | المركز                                          |
| -------------- | ------------------------------------------ | ----------------------------------------------- |
| 01 يناير 2006  | سباق الطريق ضد الساعة في بطولة العالم 2006 |                                                 |
| 26 فبراير 2006 | طواف كاليفورنيا 2006                       | الثاني في التصنيف العام                         |
| 11 يونيو 2006  | سباق دوفين للدراجات 2006                   | التاسع في تصنيف النقاط                          |
| 17 يونيو 2007  | سباق دوفين للدراجات 2007                   | الخامس في التصنيف العام، الثامن في تصنيف النقاط |
| 24 فبراير 2008 | طواف كاليفورنيا 2008                       | السادس في التصنيف العام                         |
| 25 سبتمبر 2008 | سباق الطريق ضد الساعة في بطولة العالم 2008 |                                                 |
| 22 فبراير 2009 | طواف كاليفورنيا 2009                       | الثاني في التصنيف العام                         |
| 27 مارس 2009   | طواف كاستيلون 2009                         |                                                 |
| 13 سبتمبر 2009 | طواف ميزوري 2009                           | الفائز في التصنيف العام                         |
| 23 مايو 2010   | طواف كاليفورنيا 2010                       | الثاني في التصنيف العام                         |
| 31 مارس 2012   | جائزة ميغيل إندوراين 2012                  | التاسع في التصنيف العام                         |

## وصلات خارجية
- الموقع الرسمي

## روابط خارجية
- ديفيد زابريسكي على موقع الاتحاد الدولي للدراجات (الإنجليزية)
- ديفيد زابريسكي على موقع أرشيف الدراجات (الإنجليزية)
- ديفيد زابريسكي على موقع إحصائيات الدراجات الإحترافية (الإنجليزية)
- ديفيد زابريسكي على موقع نسبة الدراجات (الإنجليزية)
- ديفيد زابريسكي على موقع CycleBase (الإنجليزية)
- ديفيد زابريسكي على موقع أوليمبيديا (الإنجليزية)
- VELOBIOS profile